# Автошлях Т 1828
Автошля́х Т 1828 — автомобільний шлях територіального значення у Рівненській області. Пролягає територією Костопільського району через Корчів'я — Іваничі — Берестовець. Загальна довжина — 9,6 км.

## Маршрут
Автошлях проходить через такі населені пункти:
| Автошлях Т 1828      |        |
| Рівненська область   |        |
| Костопільський район |        |
| Корчів'я             | Т 1827 |
| Іваничі              |        |
| Берестовець          |        |